# BGFIBank
BGFIBank est un groupe bancaire basé au Gabon, et actif dans dix pays africains. En 2017, c'était le principal groupe bancaire d'Afrique centrale. Reconnu pour ses services de corporate banking, BGFIBank est aussi actif auprès des particuliers. Outre son activité traditionnelle de banque, le groupe propose également des services d'assurance et de gestion de fonds. En 2017, les actifs du groupe représentaient 1 109 milliards de FCFA.

## Histoire
L'histoire du groupe commence en 1971 avec la création d'une succursale de la Banque de Paris et des Pays-Bas au Gabon, alors que le pays connait un boom économique lié à l'exploitation pétrolière. La succursale se développe de 1971 à 1977 en ouvrant plusieurs agences dans les principaux centres urbains.
En 1983, Paribas recrute Henri-Claude Oyima, jeune banquier gabonais qui travaillait alors pour Citibank. Après plusieurs postes en France, il est appelé au Gabon en 1985 pour être nommé directeur général adjoint et responsable de l'agence de Port-Gentil. Il est nommé administrateur directeur général de la succursale la même année, à la suite d'une grève du personnel qui réclamait une gabonisation de l'encadrement
Dans les années 1990, l'actionnariat de Paribas Gabon change progressivement avec un désengagement de Paribas et une montée au capital de l'État gabonais. 
En 1997, l'État cède un grand nombre de parts pour ne garder que 10 % du capital. Dans le même temps, alors que Paribas ne souhaite plus apparaître dans la dénomination de la société, Paribas Gabon est renommée Banque Gabonaise et Française Internationale (BGFI)
En 2000, BGFI s'implante à l'international en ouvrant une succursale à Brazzaville (République du Congo), reprenant les locaux et une large part de la clientèle de la French Intercontinental Bank (Fiba) sans pour autant reprendre cette dernière. Celle-ci est suivie de l'ouverture d'une seconde succursale en Guinée Equatoriale en 2001. Elles seront suivie par l'ouverture d'un bureau de représentation à Paris en 2007 sous le nom BGFIBank International. Plusieurs filiales sont ouvertes en 2010 à Madagascar, au Bénin, en république démocratique du Congo et au Cameroun. La filiale ivoirienne ouvre en 2011.
En 2010, prenant acte de l'internationalisation de ses activités, le groupe se restructure. la maison mère, BGFIBank SA devient BGFI Holding Corporation. Les activités gabonaises de la banque sont détachées par la création de BGFIBank Gabon, elle-même détenue par la holding.
Au début de l’année 2022, BGFI Cameroun annonce ouvrir un service dédié à la banque de détail. La banque rentre directement en concurrence avec First Bank et Société Générale, sur ce segment de marché.
En juin 2023, Dimitri Ndjebi devient le nouveau directeur général de BGFIBank Gabon à la place de Loukoumanou Waidi.
Fin juin 2024, après le feu vert du gendarme financier régional, BGFIBank finalise le rachat de Société Générale Congo.

## Filiales et autres entreprises du groupe
Les sociétés qui composent le groupe BGFIBank comprennent : 
Banques commerciales
- BGFIBank Cameroun
- BGFIBank Gabon
- BGFIBank Guinée équatoriale
- BGFIBank France
- BGFIBank Congo
- BGFIBank Madagascar Madagascar
- BGFIBank Benin Bénin
- BGFIBank RDC - République démocratique du Congo

Autres sociétés de services financiers
- BGFI Immo - Secteur immobilier - Gabon
- BGFI Asset Management - Gestion de portefeuille - Gabon
- BGFIBail - Leasing - Gabon
- BGFIBourse - Ingénierie financière, bourse et conseil - Gabon
- Finatra - Crédit à la consommation - Gabon
- BGFICash - Transfert de fonds - Gabon
- BGFIFactor - Affacturage - Gabon
- LOXIA Emf - Microfinance - Gabon
- Socofin - Crédit-bail et crédit à la consommation République du Congo

## Actionnariat
BGFIBank est détenue par différents investisseurs privés, dont les plus importants sont la Compagnie du Komo, Carlo Tassara et Delta Synergie, la holding familiale de la famille Bongo. Le tableau ci-dessous représente l'actionnariat au 31/12/2017. Bien qu'ayant envisagé une introduction en bourse, le groupe n'est pas à ce jour coté.
| Actionnariat du groupe BGFIBank |                                |           |
| \| Rang \| Nom du propriétaire \| Propriété \| \| ---- \| ------------------------------ \| --------- \| \| 1 \| Investisseurs privés \| 33% \| \| 2 \| Institutionnels privés \| 22% \| \| 3 \| Compagnie du Komo \| 19% \| \| 4 \| Employés BGFIBank \| 10% \| \| 5 \| Carlo Tassara Asset Management \| 9% \| \| 6 \| Delta Synergie \| 7% \| \| \| Total \| 100% \| |                                |           |
| Rang | Nom du propriétaire            | Propriété |
| 1 | Investisseurs privés           | 33%       |
| 2 | Institutionnels privés         | 22%       |
| 3 | Compagnie du Komo              | 19%       |
| 4 | Employés BGFIBank              | 10%       |
| 5 | Carlo Tassara Asset Management | 9%        |
| 6 | Delta Synergie                 | 7%        |
| | Total                          | 100%      |

## Projet d'introduction en bourse
En novembre 2019, BGFIBank annonce sa prochaine introduction sur la BVMAC. Celle-ci est selon Henri-Claude Oyima, prévue pour le second semestre 2020. BGFIBank souhaite introduire une part minoritaire de son capital, 15 à 20 %. Le PDG du groupe espère une valorisation de l'action autour de 200 000 XAF.

## Gouvernance
Le conseil d'administration est composé en 2017 de onze membres dont :
- Henri-Claude Oyima, président du Conseil d'administration
- Francis Gérard Caze, ancien directeur Afrique et Moyen-Orient de Paribas
- Pascaline Mferri Bongo Ondimba, Delta Synergie
- Richard Auguste Onouviet, Inspecteur général des finances
- Thierry Pascault, vice-président  de A.T. Kearney France
- Claude Le Monnier, directeur général de Carlo Tassara Asset Management
- Amadou Kane, fondateur du cabinet de conseil AK-Associates, ancien ministre de l’Économie et des Finances du Sénégal

## Controverses
En 2016, l'ancien employé Jean-Jacques Lumumba accuse la filiale congolaise de la banque, BGFIBank RDC, d'avoir couvert des détournements de fonds publics de plusieurs dizaines de millions de dollars réalisés par l'entourage du président Joseph Kabila. Guylain Luwere, un autre ancien employé, dénonce également les pratiques douteuses de cette filiale. Tous deux affirment avoir été menacés par leur hiérarchie pour avoir alerté sur ces pratiques. Réfugiés en France, ils portent plainte en 2019 contre BGFIBank et sa filiale congolaise devant les juridictions françaises pour réparation des préjudices subis.
En novembre 2021, un regroupement de journaux fait paraître une enquête intitulée Congo Hold-Up. Cette enquête accuse Joseph Kabila et la famille Kabila d'avoir détourné environ 138 millions de dollars du budget de l'État entre 2013 et 2018, quand Kabila était président. Ces détournements auraient bénéficié de la complicité de la filiale congolaise de la BGFIBank. Le lendemain de la parution de cette enquête, Rose Mutombo Kiese, ministre de la Justice de la RDC, demande au procureur près la Cour de cassation d'« ouvrir une instruction judiciaire » pour enquêter sur ces accusations,. Une enquête pour « blanchiment aggravé de détournement de fonds publics » est ouverte en France par le parquet national financier en juin 2022. Elle s'intéresse aux flux financiers entre la branche congolaise et la branche européenne, basée à Paris, de BGFIBank.